# Серафимов, Мартин
Мартин Серафимов (макед. Мартин Серафимов; род. 3 марта 2000, Скопье) — македонский гандболист, выступающий за македонский клуб «Алкалоид» и сборную Северной Македонии по гандболу.

## Карьера

#### Клубная
Мартин Серафимов начинал свою карьеру во взрослом гандболе в составе РК «Металлург Скопье». С 2021 года играет в составе другого македонского клуба «Алкалоид», с которым в 2024 году выиграл национальный кубок.

#### Сборная
В составе молодежной сборной Мартин занял 13-е место на чемпионате мира 2019 года среди юношей. Стал вторым лучшим бомбардиром турнира, забив 49 голов.
Его первым крупным международным турниром в составе сборной Северной Македонии стал чемпионат мира 2019 года, где команда заняла 15-е место. В 2021 году вновь участвовал в чемпионате мира, со сборной занял 23-е место.
На чемпионате Европы 2022 года македонцы стали 22-ми. В 2022 году также был включён в состав сборной на гандбольный турнир Средиземноморских игр, где команда заняла 4-е место. В турнире был лучшим бомбардиром своей команды с 25 голами.
На чемпионате мира 2023 года забил 18 голов в 7 матчах. На чемпионате мира 2025 года забил 15 голов в шести матчах и вместе со сборной занял 15-е место.